# 阿卜杜马吉德·苏拉希姆
阿卜杜马吉德·苏拉希姆 （阿拉伯语：‎，1994年5月15日—）是沙特阿拉伯的职业足球运动员，司职中场。现效力于沙特阿拉伯职业足球联赛的艾納斯，他也代表沙特阿拉伯。

## 荣誉

### 俱乐部
利雅得艾沙比
- 沙特國王盃（1）：2014
- 沙特超级盃（1）：2014

巴列卡诺闪电
- 西班牙足球乙级联赛（1）2017–18

艾納斯
- 沙特超级盃（1）：2020